# Union Station (Washington D.C.)
A Union Station é a principal estação ferroviária de passageiros da cidade de Washington, D.C., capital dos Estados Unidos da América. Localizada na extremidade sul do Corredor Nordeste da rede ferroviária americana, a estação é segunda mais movimentada do país em passageiros transportados pelos comboios da Amtrak, a estatal federal de transporte ferroviário de passageiros, sediada nesta estação. Além disto, é importante edifício do ponto de vista arquitetônico, tendo sido projetada por Daniel Burnham.

## Histórico
A estação atual começou a ser planejada em 1901 e iniciou suas operações em 1907. A iniciativa de sua construção surgiu das duas companhias ferroviárias privadas que serviam a cidade - Pennsylvania Railroad e Baltimore and Ohio Railroad - como forma de desobstruir o National Mall, centro administrativo da capital, bem como de criar uma estação de caráter monumental, adequado à escala e grandiosidade presentes no desenho urbano de inspiração barroca da capital americana.

## Serviços
A estação serve a três companhias ferroviárias:
- Amtrak, dedicada a serviços de média e longa distância, oferece linhas para grandes metrópoles do país, como Baltimore, Boston, Chicago, Miami, Nova Orleães e Nova Iorque.
- MARC (Maryland Area Regional Commuter), dedicada a serviços de curta distância direcionados ao fluxo pendular para as localidades de Martinsburg (West Virginia), Baltimore(Maryland) e Perryville (Maryland).[ligação inativa]
- Virginia Railway Express, dedicada a serviços de curta distância direcionados ao fluxo pendular para as localidades de Fredericksburg (Virginia) e Manassas (Virginia).